# Эбле, Буркхард
Буркхард Эбле (нем. Burkhard Eble 6 ноября 1799[…], Вайль-дер-Штадт, Штутгарт — 3 августа 1839, Вена[…]) — немецкий медик, военный хирург, энтомолог, библиотекарь
. Доктор наук.

## Биография
С 1815 года обучался в Венской медико-хирургической академии.
Продолжил учёбу в Венском университете, в 1827 году получил докторскую степень, защитив диссертацию «Commentatio de studio anatomico, cum tab», и получил диплом доктора хирургии и магистра офтальмологии и акушерства в Венской медико-хирургической академии в 1830 году.
В 1832 году был произведен в военно-полевые хирурги, но вскоре получил должность библиотекаря медико-хирургического отделения Академии и оставался на этой должности до июля 1837 года. В результате тяжёлой болезни вышел в отставку и умер в возрасте 40 лет.
Благодаря научным достижениям, приобрёл популярность и при жизни получил признание своих усилий, как учёных сообществ, так и королевских особ (королей Бельгии, Пруссии и императора Австрии).
Автор научных трудов (в том числе «Анатомии и физиологии» в 2 т. 1831 г., «Общей патологии и терапии» в 2 т. 1833 г. и «Энциклопедического справочника для будущих хирургов» в 2 т. 1834 г.). Особой похвалы заслуживают его работы «О строении и заболеваниях конъюнктивы глаза», 1828 г., и «Теория волос в органической природе», 2 т. 1830 г., «История медицины с 1800 по 1825 годы».

## Избранные труды
- «Ueber den Bau und Krankheiten der Bindehaut des Auges» (1828);
- «Das Strahlenband im Auge» (1832);
- «Die kontagiöse oder ägyptische Augenentzündung» (1839);
- «Methodologie oder Hodegetik als Einleitung in d. gesammte medicinisch-chirurgische Studium» (1834); * «Die Lehre von den Haaren in der gesammten organischen Natur» (1831).